# Portugália az 1956. évi nyári olimpiai játékokon
Portugália az ausztráliai Melbourne-ben és a svédországi Stockholmban megrendezett 1956. évi nyári olimpiai játékok egyik részt vevő nemzete volt. Az országot az olimpián 2 sportágban 12 sportoló képviselte, akik érmet nem szereztek.

## Lovaglás
megjegyzés: A lovas versenyszámokat a svédországi Stockholmban rendezték meg a szigorú ausztrál állat-egészségügyi szabályok miatt.
Díjlovaglás
| Versenyző          | Ló      | Versenyszám | Döntő | Döntő    |
| Versenyző          | Ló      | Versenyszám | Pont  | Helyezés |
| ------------------ | ------- | ----------- | ----- | -------- |
| António de Almeida | Feitiço | Egyéni      | 743,0 | 12.      |

Díjugratás
| Versenyző                                         | Ló                         | Versenyszám | 1. forduló | 1. forduló | 2. forduló       | 2. forduló       | Összesen    | Összesen    |
| Versenyző                                         | Ló                         | Versenyszám | Pont       | Hely.      | Pont             | Hely.            | Pont        | Helyezés    |
| ------------------------------------------------- | -------------------------- | ----------- | ---------- | ---------- | ---------------- | ---------------- | ----------- | ----------- |
| João Azevedo                                      | Licorne                    | Egyéni      | 108,50     | =49.       | nem állt rajthoz | nem állt rajthoz | helyezetlen | helyezetlen |
| Henrique Callado                                  | Martingil                  | Egyéni      | 12,00      | =8.        | 4,00             | =5.              | 16,00       | 7.          |
| Rodrigo da Silveira                               | Limerick                   | Egyéni      | 108,50     | =49.       | nem állt rajthoz | nem állt rajthoz | helyezetlen | helyezetlen |
| João Azevedo Henrique Callado Rodrigo da Silveira | Licorne Martingil Limerick | Csapat      | 229,00     | 17.        | nem ért célba    | nem ért célba    | helyezetlen | helyezetlen |

Lovastusa
| Versenyző                                     | Ló                   | Versenyszám | Díjlovaglás | Díjlovaglás | Tereplovaglás | Tereplovaglás | Díjugratás | Díjugratás | Végeredmény | Végeredmény |
| Versenyző                                     | Ló                   | Versenyszám | Bünt.       | Hely.       | Bünt.         | Hely.         | Bünt.      | Hely.      | Bünt.       | Helyezés    |
| --------------------------------------------- | -------------------- | ----------- | ----------- | ----------- | ------------- | ------------- | ---------- | ---------- | ----------- | ----------- |
| Fernando Cavaleiro                            | Marte                | Egyéni      | -152,00     | 42.         | -459,99       | 40.           | -45,25     | 36.        | -657,24     | 34.         |
| Ãlvaro Sabbo                                  | Marto                | Egyéni      | -173,20     | 54.         | nem ért célba | nem ért célba | kiesett    | kiesett    | kiesett     | kiesett     |
| Joaquim Silva                                 | Heléboro             | Egyéni      | -149,20     | 39.         | -190,35       | 32.           | -10,00     | =2.        | -349,55     | 29.         |
| Fernando Cavaleiro Ãlvaro Sabbo Joaquim Silva | Marte Marto Heléboro | Csapat      | -474,40     | 14.         | nem ért célba | nem ért célba | kiesett    | kiesett    | kiesett     | kiesett     |

## Vitorlázás
Nyílt
| Versenyző                                         | Versenyszám | Futam | Futam | Futam | Futam | Futam | Futam | Futam | Pontszám | Helyezés |
| Versenyző                                         | Versenyszám | 1     | 2     | 3     | 4     | 5     | 6     | 7     | Pontszám | Helyezés |
| ------------------------------------------------- | ----------- | ----- | ----- | ----- | ----- | ----- | ----- | ----- | -------- | -------- |
| Duarte de Almeida Bello José Bustorff Silva       | Csillaghajó | (180) | 1180  | 703   | 578   | 402   | 481   | 481   | 3825     | 4.       |
| Bernardo d'Almeida Carlos Lourenço Sérgio Marques | Sárkányhajó | (191) | 351   | 527   | 226   | 191   | 402   | 305   | 2002     | 13.      |